# 龍野りな
龍野りな（たつのりな、1987年1月20日 - ）は、東京都中央区出身の俳優。身長161cm、血液型A型。
愛称は、りなっぷる、ぷるるん。ドルチェスター所属。

## 略歴 ・ 出演
光塩女子学院中等科・高等科卒業のち、日本大学芸術学部放送学科卒業。大学在学中、イギリス・ロンドンに演劇留学。卒業後、ドルチェスターに所属。
2011年6月4日・5日、シネマート六本木にて映画『2人のAREA』が上映された。両日とも舞台挨拶、物販などにも参加した。主演は、河西里音。
2011年12月3日 - 11日に、六本木俳優座劇場にて『女の平和』に出演。原作はアリストパネス。脚本・演出は、毛皮族の江本純子。本番中に右膝前十字靭帯を損傷したが、ギプスをして千秋楽まで出演した。その後、長期休養に入る。2012年4月、損傷した右膝の手術を行う。
2012年4月21日 - 5月3日、下北沢トリウッドにて、『篠原哲雄ショートムービー・パーティーwithポールアンドマヨネーズ』と銘打った上映イベントにて、出演作『深夜裁判』が上映された。監督は、篠原哲雄。手術直後で松葉杖姿にもかかわらず、舞台挨拶やトークショーにも出演した。函館港イルミナシオン映画祭出品作品。
約1年間のリハビリ期間を経て、2013年4月17日 - 21日、六本木俳優座劇場にて『殺人鬼フジコの衝動』に出演。原作は、真梨幸子の小説。OLや浮気相手の女など、全7役を演じる。脚本・演出は、松澤くれは。主演は、元モーニング娘。の新垣里沙。
2013年9月4日 - 8日、目白シアター風姿花伝にて舞台『さよなら東京、さあ座って帰ろうか。』に出演。同じ所属事務所の、藤田玲とは2度目の共演。
2014年5月11日放送、NHK BSプレミアム・ドキュメンタリードラマ『ダンナ様はFBI 〜愛のミッション〜』に出演。秘書役。監督は、篠原哲雄。主演は、田中麗奈。原案は、田中美絵「ダンナ様はFBI」。
2014年8月22日 - 31日に、中野テアトルBONBONにて、月刊「根本宗子」第9.5号『私の嫌いな女の名前、全部貴方に教えてあげる。』に出演。遠藤役。前売券はすべて完売した。作・演出は、根本宗子。
2014年10月9日 − 19日に、上野ストアハウスにて、舞台『暗転セクロスw』に出演。不妊に悩む妻、繭役。脚本・演出は、岡本貴也。
2014年11月22日 - 24日に、高円寺の古着屋Fizzにて、なかないで、毒きのこちゃん古着屋公演『わるぐち全集』に出演。脚本・演出は、鳥皮ささみ。
2014年12月19日 - 30日に、こまばアゴラ劇場にて、ガレキの太鼓 第10回公演『止まらずの国』に出演。脚本・演出は、舘そらみ。
2015年1月28日 - 2月2日に、新宿スタジオアルタにて、『プロモーターズ〜セカンドチャンス〜』に出演。志穂役。脚本は、岡本貴也。
2015年2月7日 - 3月15日に、青森公立大学国際芸術センター青森にて、短編映画『echo』が公開される。主演。監督は、澤田サンダー。その後、第6回オイド短編映画祭、第19回調布短編映画祭、台中Formossa Festival of International Filmmaker Awardなどに出品。調布映画祭奨励賞受賞。
2015年3月4日 - 3月15日に、千本桜ホールにて、劇団K助Presents『ドブ恋4』に出演。
2015年7月1日 - 7月5日に、新宿シアターサンモールにて、劇団K助Presents『ステージII』に出演。宮本加奈子役。
2015年9月11日 - 9月23日に、新宿眼下画廊スペース地下にて、劇団競泳水着 夏の二本立て公演『Nice to meet you, My old friend』に出演。主演、一条玲奈役。脚本・演出は、劇団競泳水着の上野友之。
2015年12月22日 - 27日に、築地ブディストホールにて、『聖なる嘘つきたちの夜』に出演。脚本は吉本新喜劇の西島功輔、演出は
2丁拳銃の小堀裕之。
2016年2月25日 - 29日に、王子小劇場にて、アナログスイッチ 10th situation 佐藤佐吉ユース演劇祭参加作品『ラスボスのお城の前で』に出演。脚本・演出は、アナログスイッチの佐藤慎哉。
2016年3月13日放送、WOWOW 日曜オリジナルドラマ 連続ドラマW『メガバンク最終決戦』5話に出演。監督は、古澤健。主演は、椎名桔平 桐谷健太。原作は、波多野聖の小説。
2016年4月9日公開、『闇金ドッグス2』に出演。監督は、土屋哲彦。主演は、青木玄徳 山田裕貴。
2016年6月29日 - 7月3日東京芸術劇場シアターウエストにて、7月9日 -10日穂の国とよはし芸術劇場PLATアートスペースにて、□字ック 第11回本公演 『荒川、神キラーチューン』に出演。脚本・演出は、□字ックの山田佳奈。
2016年7月30日放送、東海テレビ 大人の土ドラ『朝が来る』に出演。監督は、古澤健。主演は、安田成美。原作は、辻村深月の小説。
2016年8月28日公開、『夜、逃げる』に出演。監督は、◻︎字ックの山田佳奈。MOOSIC LAB2016参加作品。
2016年9月15日 - 25日、シアター風姿花伝にて、黄金のコメディフェスティバル2016参加作品 アナログスイッチ『とらわれたもの達と一人の少女』に出演。脚本・演出は、アナログスイッチの佐藤慎哉。
2016年11月5日公開、『愛∞コンタクト』内オムニバスの一作『おはよう、マコちゃん』に出演。監督は、深井朝子。主演は、広澤草。
2017年2月24日 - 9月29日 毎週金曜21:30に配信、中京テレビ chuunにて「園子温監督アイディア缶詰」内『うふふん下北沢』に出演。監督は、園子温。松子役。各30分全7話、メイキングも同時に公開された。"スマートホンさえあれば映画は撮れる"とのコンセプトのもと、全編スマホで撮影された。
『うふふん下北沢』内企画映画、『泣きながら』に出演。監督は、『うふふん下北沢』内でアベラヒデノブが演じた、ゲン。脚本の前半を園子温、後半をアベラヒデノブが書いた。
2017年3月15日 - 20日、下北沢楽園にて、パンチドランカー『わが家のしきたり』に出演。主演の小陽役。
2017年9月14日 - 25日、下北沢駅前劇場にて、good morning N°510周年記念公演『豪雪』に出演。作・演出は、澤田育子。
2017年10月28日、GLASS DANCE新宿店にて朝劇西新宿『恋の遠心力』にゲスト出演。主演は、元アイドリング!!!の関谷真由。
2018年5月19日公開、『闇金ドッグス9』に出演。ヒロインの間宮マミー役。監督は、元木隆史。主演は、 青木玄徳 山田裕貴。
MV出演
りあん『砂丘の森』。監督は、篠原哲雄。

## 人物
- 象と猫が好きで、タイで象使いの修行をしたこともある。毎年、東南アジア等をひとり旅しているバックパッカー。[7]
- 飼い猫は1匹。名前は、『トライデント』実家の猫の名前は、『リカルデント』。
- 所有資格は、漢検2級・英検2級・タイ検定3級・普通自動車免許・普通二輪免許・スキューバダイビングライセンス・スキーバッジテスト3級・伊賀忍者検定3級。
- 英語とタイ語が話せる。
- 料理が得意。
- チェンマイでタイ古式マッサージの学校に通ったこともあり、マッサージも得意。